# 休·史蒂文森
休·史蒂文森（英語：Hugh Stevenson，1948年10月13日—），美国男子赛艇运动员。他曾代表美国参加1975年泛美运动会赛艇比赛，获得一枚金牌。他也参加了1976年夏季奥运会。